# Манакин, Виктор Константинович
Виктор Константинович Манакин (1887—1964) — полковник Генерального штаба, герой Первой мировой войны, участник Белого движения.

## Биография
Из дворян Санкт-Петербургской губернии. Сын подполковника.
Окончил 2-й кадетский корпус (1904) и Михайловское артиллерийское училище (1907), откуда выпущен был подпоручиком в лейб-гвардии 1-ю артиллерийскую бригаду. Произведен в поручики 18 апреля 1910 года, в штабс-капитаны — 6 апреля 1914 года.
В 1913 году окончил Николаевскую военную академию по 1-му разряду. По окончании академии был причислен к Генеральному штабу и прикомандирован к лейб-гвардии 1-му стрелковому полку на полтора года для командования ротой.
С началом Первой мировой войны, 2 февраля 1915 года переведен в Генеральный штаб капитаном с назначением старшим адъютантом штаба 67-й пехотной дивизии. Пожалован Георгиевским оружием
За то, что, состоя в штабе 67-й пехотной дивизии и будучи командирован в распоряжение командира 268-го пехотного Пошехонского полка, которому было приказано в ночь на 28-е апреля 1915 г. атаковать неприятельскую позицию на р. Бзуре, исполнял возложенные на него поручения с беззаветной храбростью; находясь в течение 30-ти часов в передовом окопе у самого места боя под ружейным, пулеметным и ураганным огнем тяжелой артиллерии противника, подвергая свою жизнь явной опасности, лично произвел разведку переправы через р. Бзуру, разработал в деталях план предстоящей атаки, ориентировал всех младших начальников с их задачами, установил надлежащую связь между пехотой и артиллерией, руководил во время атаки огнем артиллерии и тем действительно способствовал успешным действиям отряда.
13 декабря 1915 года назначен старшим адъютантом штаба 2-й гвардейской пехотной дивизии. 26 ноября 1916 года назначен и. д. помощника начальника отделения управления генерал-квартирмейстера штаба Главнокомандующего армиями Юго-Западного фронта, а 6 декабря того года произведен в подполковники с утверждением в должности. 16 декабря 1916 года назначен штаб-офицером для поручений управления генерал-квартирмейстера штаба Главнокомандующего армиями Юго-Западного фронта, а 9 февраля 1917 года — помощником начальника оперативного отделения того же управления.
По воспоминаниям генерал-майора Шинкаренко, в мае 1917 года на съезде Юго-Западного фронта в Каменце-Подольском подполковник Манакин одним из первых высказал предложение о создании ударных батальонов. В июле 1917 года он был назначен командиром 1-го ударного революционного полка Юго-Западного фронта. В ноябре 1917, по приказу генерала Духонина, 1-й ударный полк прибыл для охраны Ставки в Могилёв, откуда ударным батальонам было приказано идти на Дон для соединения с зарождающейся Добровольческой армией.
В ноябре—декабре 1917 года, пробиваясь на Юг, участвовал в боях с большевиками под Белгородом и Унечей. После разгрома ударного отряда — в Харькове, затем в Донской армии. Участник Степного похода, 31 марта 1918 года был послан в Черкасский округ для помощи восставшим, в апреле—мае 1918 года был начальником штаба Северной группы войск. Произведен в полковники 12 мая 1918 года. На 25 июня 1918 года — начальник штаба командующего войсками Донецкого района. 23 августа 1918 года приказом атамана Краснова назначен военным губернатором и командующим войсками Балашовского, Аткарского и Камышинского уездов Саратовской губернии. Руководил формированием Саратовского корпуса в составе Особой Южной армии. С 27 ноября 1918 года командовал Камышинской группой войск, состоявшей из частей корпуса и казачьих частей Донской армии.
В марте 1919 года Саратовский корпус был переформирован в Саратовскую отдельную бригаду, части которой позже вошли в состав 6-й пехотной дивизии ВСЮР. С 22 июля 1919 года полковник Манакин назначен командиром 2-й бригады 6-й пехотной дивизии, в сентябре 1919 — командир 2-й бригады Сводно-гренадерской дивизии. С 23 октября 1919 года состоял в резерве чинов при штабе Главнокомандующего ВСЮР. В ноябре 1919 года — в Ростове, собирался в Сибирскую армию. На 1 августа 1920 года — в Русской армии.
В эмиграции в Югославии, состоял членом Общества офицеров Генерального штаба. Позже переехал в Вену. В 1949 году переехал в США, некоторое время жил в Техасе, где преподавал русский язык в Южном методистском университете, а также занимался антикоммунистическим активизмом. С 1956 года в Вашингтоне, где и умер в феврале 1964 года. Был женат. Жена, Мария Манакина, родом из Хорватии, умерла 1 июля 2003 году в возрасте ста трёх лет. Дочь — Сильвия фон Залиш унд Гроссграбен — проживала в Вене, с 1949 в США.

## Награды
- Орден Святого Станислава 3-й ст. (ВП 8.05.1913)
- Орден Святой Анны 4-й ст. с надписью «за храбрость» (ВП 28.06.1915)
- Орден Святой Анны 3-й ст. с мечами и бантом (ВП 06.09.1915)
- Георгиевское оружие (ВП 29.08.1916)
- Орден Святого Станислава 2-й ст. с мечами (ВП 13.11.1916)
- Орден Святого Владимира 4-й ст. с мечами и бантом (ВП 14.11.1916)
- старшинство в чине капитана с 24 марта 1912 года (ВП 15.08.1916)